# Бергман, Томми
Ларс Рудольф «Томми» Бергман (швед. Lars Rudolf "Thommie" Bergman; род. 10 декабря 1947, Мункфорс, Швеция) — шведский хоккеист, защитник.

## Биография
Родился 10 декабря 1947 года в Мункфорсе.
В начале карьеры выступал за клуб «Вестра Фрёлунда».
Бронзовый призёр чемпионата Европы среди юниоров 1967 года. Признан лучшим защитником турнира.
С 1971 года играл за сборную Швеции. Бронзовый призер чемпионатов мира и Европы 1971, 1972 годов (18 матчей, 3 гола). В 1972 году принял участие в зимних Олимпийских играх в Саппоро (4 матча, 2 гола).
В 1972 году переехал в Северную Америку. В 1972—1974 и 1978—1980 годах играл в НХЛ за «Детройт Ред Уингз», провёл 246 матчей и забросил 21 шайбу. В 1974—1978 годах играл в ВХА за «Виннипег Джетс», провёл 234 матча и забросил 22 шайбы.
В конце карьеры снова играл в Швеции за «Вестра Фрёлунда» и «Сёдертелье». Отличался мощностью и резкостью.
После завершения игровой карьеры работал тренером в шведских клубах, позже стал европейским скаутом в клубах НХЛ «Майти Дакс оф Анахайм» и «Торонто Мейпл Лифс».